# Sudelkopf
Le Sudelkopf est un sommet du massif des Vosges culminant à 1 012 mètres d'altitude.

## Géographie
Il est situé à proximité de la route des crêtes entre le Grand Ballon et le col Amic.

## Histoire
C'est un lieu de bataille de la Première Guerre mondiale, toutefois moins connu que son voisin le Vieil Armand.